# Đá Vĩnh Tường
Đá Vĩnh Tường (tiếng Anh: chưa rõ; tiếng Trung: 碎浪暗沙, bính âm:  Suìlàng Ànshā) là một bãi ngầm thuộc cụm An Bang (cụm Thám Hiểm) của quần đảo Trường Sa, cách đá Kiêu Ngựa khoảng 90 km theo hướng tây bắc, nằm về hướng đông của đá hoa Lau khoảng 113 km, và về phía đông bắc của đá Sác Lốt khoảng 143 km, bãi Viper khoảng 41 km. Tọa độ của Đá bãi ngầm này là 7° 11' N, 114° 49 E.
Đá Vĩnh Tường là đối tượng tranh chấp giữa Việt Nam, Đài Loan, Philippines, Malaysia và Trung Quốc. Hiện chưa rõ nước nào kiểm soát bãi ngầm này.